# Grup Marcuse
El Grup Marcuse, acrònim de "Mouvement autonome de réflexion critique à l'usage des survivants de l'économie", és un grup de sociòlegs, economistes, filòsofs, historiadors, psicòlegs i metges francesos que tracten d'analitzar el sistema publicitari realitzant-ne una crítica al voltant de les intencions i efectes que aquest sistema comporta. El consumisme i les diferents tàctiques i estratègies més fosques de la publicitat són temes tractats molt sovint en els seus estudis, els quals adopten normalment un to crític.
Una de les obres més destacades del Grup és el llibre De la misère humaine en milieu publicitaire ("De la misèria humana en el medi publicitari"). Es tracta d'una obra que reflexiona críticament al voltant de la publicitat com a institució i el paper que desenvolupa, amb un estil dur, intens i generalment pessimista. En aquest sentit podem destacar el subtítol del llibre: "Com el món es mor pel nostre mode de vida". Es destaca també l'omnipresència de la publicitat, amb exemples il·lustratius com els més de tres mil missatges publicitaris a què estem sotmesos diàriament.